# Kembser See
Der Kembser See ist ein See im Kreis Segeberg im deutschen Bundesland Schleswig-Holstein nördlich der Ortschaft Seedorf. 
Der See ist ca. 12 ha groß.